# Гарван (община Конче)
Вижте пояснителната страница за други значения на Гарван.
Гарван (на македонска литературна норма: Гарван) е село в югоизточната част на Северна Македония, в община Конче.

## География
Селото е разположено между Градешката и Конечката планина (Серта), северозападно от общинския център Конче, в горното течение на Крива Лъкавица. Надморската му височина е 570 m. От Радовиш селото е отдалечено на 28 km. Землището му е 10,4 km2, от което гори 460,9 ha, пасища 345,6 ha и обработваемо землиище 129,2 ha.

## История
Към края XIX век Гарван е чисто българско село, числящо се към Радовишка кааза на Османската империя. Според статистиката на Васил Кънчов („Македония. Етнография и статистика“) от 1900 година селото има 270 жители, всички българи християни.
В началото на XX век християнските жители на селото са под върховенството на Българската екзархия. По данни на секретаря на екзархията Димитър Мишев („La Macédoine et sa Population Chrétienne“) през 1905 година в Гарван (Garvan) има 320 българи екзархисти.
При избухването на Балканската война в 1912 година 5 души от Гарван са доброволци в Македоно-одринското опълчение.
След Междусъюзническата война в 1913 селото остава в Сърбия. По време на войната селото е изгорено от сърбите, тъй като селската милиция подпомагала българската войска. В 1914 година сръбските власти убиват 7 души мирни жители. На 15 февруари 1915 година сръбските окупатори залавят 70-годишния кмет Иван Илов, 50-годишния Ристо Андонов, 45-годишния Коце Янев и 19-годишния Костадин Милев, изтезавайки ги цяла седмица, и на 22-ри същия месец ги извеждат в местността Дамяновско поле близо до едноименното село, където ги мушкат с ножове, режат им месата и така ги убиват, а труповете са заровени в същата местност.
След Първата световна война Гарван с цяла Вардарска Македония отново попада в сръбски ръце. На 2 март 1923 година сръбска военна част, начело с щипския жупан Добрица Маткович, извършва така нареченото Гарванско клане - убийството на 28 мирни жители на Гарван като отмъщение за Кадрифаковското клане, извършено по-рано от чета на ВМРО.
| Година    | 1948 | 1953 | 1961 | 1971 | 1981 | 1991 | 1994 | 2002 |
| --------- | ---- | ---- | ---- | ---- | ---- | ---- | ---- | ---- |
| Население | 254  | 299  | 290  | 165  | 66   | 23   | 23   | 11   |

Според преброяването от 2002 година селото има 11 жители.
| Националност | Всичко |
| македонци    | 10     |
| албанци      | 0      |
| турци        | 0      |
| цигани       | 0      |
| власи        | 0      |
| сърби        | 1      |
| бошняци      | 0      |
| други        | 0      |

Манастирската църква „Свети Георги“ е от началото на XX век. Селото има и параклиси „Свето Преполвение“ („Руса Среда“), „Свети Илия“ и „Свети Димитър“.

## Личности
Родени в Гарван
- Иван Стайков, федералист в четата на Ване Арсов[9]
- Ильо Томов, деец на ВМРО[10]
- Мите Пайтовски, деец на ВМРО[10]
- Петруш Атанасов, федералист в четата на Ване Арсов[9]